# 황제의 식탁
《황제의 식탁》은 1999년 9월 23일에 SBS에서 방영된 추석 특집시트콤이라서 드라마이다.

## 등장 인물

### 주요 인물
- 김선아 : 예린 역
- 명계남
- 박용하 : 달준 역
- 이범수 : 한식집 '진수성찬' 아들 동혁수 역

### 그외 인물
- 권민중
- 김단비
- 김보경
- 오유나
- 김남진
- 손종범
- 김창숙
- 정재순
- 공형진
- 김희정
- 권도경
- 김영철
- 고미영
- 김미희
- 방경림
- 김주혁
- 박미영
- 이희정
- 조권탁
- 양은용
- 조선주
- 황정미
- 윤기원
- 장은비
- 이상은
- 김용헌
- 김유철
- 민경조